# Kiwifamilie
De kiwifamilie (Actinidiaceae) is een familie van tweezaadlobbige planten. Deze familie wordt algemeen geaccepteerd door systemen voor plantentaxonomie.
Het gaat om een familie van enkele honderden soorten houtige planten, met de kiwi (Actinidia chinensis en Actinidia deliciosa) als bekendste vertegenwoordiger. Andere soorten zijn de mini-kiwi (Actinidia arguta), Actinidia kolomikta en Actinidia polygama.
In het Cronquist-systeem (1981) werd de familie ingedeeld in de orde Theales. Het APG II-systeem (2003) deelt de familie in bij de orde Ericales.

## Geslachten[1]
- Actinidia
- Clematoclethra
- Saurauia